# Gennadi d'Astorga
|  | Per a altres significats, vegeu «Gennadi». |

Gennadi d'Astorga o del Bierzo (El Bierzo, Regne de Lleó, mitjan segle ix - Santiago de Peñalba, 936) va ésser un monjo benedictí, abat del monestir de monestir de San Pedro de los Montes, prop de Ponferrada, i bisbe d'Astorga entre 909 i 919. És venerat com a sant per l'Església catòlica.

## Biografia
Monjo, es va retirar al monestir d'Ageum (Ayoó de Vidriales, província de Zamora), on va conèixer l'obra de Fructuós de Braga i Valeri del Bierzo, volent imitar-la. Cap al 892-895 va arribar al monestir de San Pedro de Montes, que havia estat destruït, i va decidir de restaurar-lo, treballant activament en la seva reconstrucció. La comunitat, que s'hi establí, va adoptar la Regla de Sant Benet, i l'any 896 Ranulf, bisbe d'Astorga, en nomena Gennadi abat.
L'any 908, Alfons III d'Astúries insisteix perquè sigui el successor de Ranulf al bisbat, càrrec que ocuparà entre 909 i 919, quan desitjós de tornar a la vida monàstica, deixa el càrrec i hi és succeït pel bisbe Fortis. Torna llavors a Montes, on és abat el seu deixeble Vicenç de Montes, i hi viu com a monjo, col·laborant en la reconstrucció.
En 932 mor Fortis i Gennadi torna a ésser bisbe d'Astorga fins que és nomenat un nou bisbe, retirant-se de nou i ja fins al 936, quan mor, al monestir de Santiago de Peñalba (a l'actual Peñalba de Santiago, municipi de Ponferrada), on va ésser abat i passava molt de temps retirat en una cova propera.
Gennadi fou una figura important de la repoblació de la regió, ja que impulsà nombroses fundacions i restauracions, de monestirs i esglésies: Santiago de Peñalba, San Alejandro, Santa Leocadia de Castañeda i San Andrés de Montes.

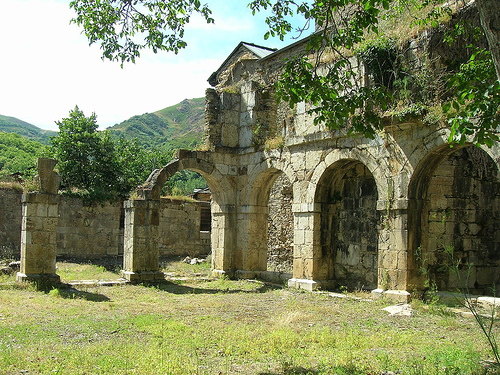
San Pedro de Montes
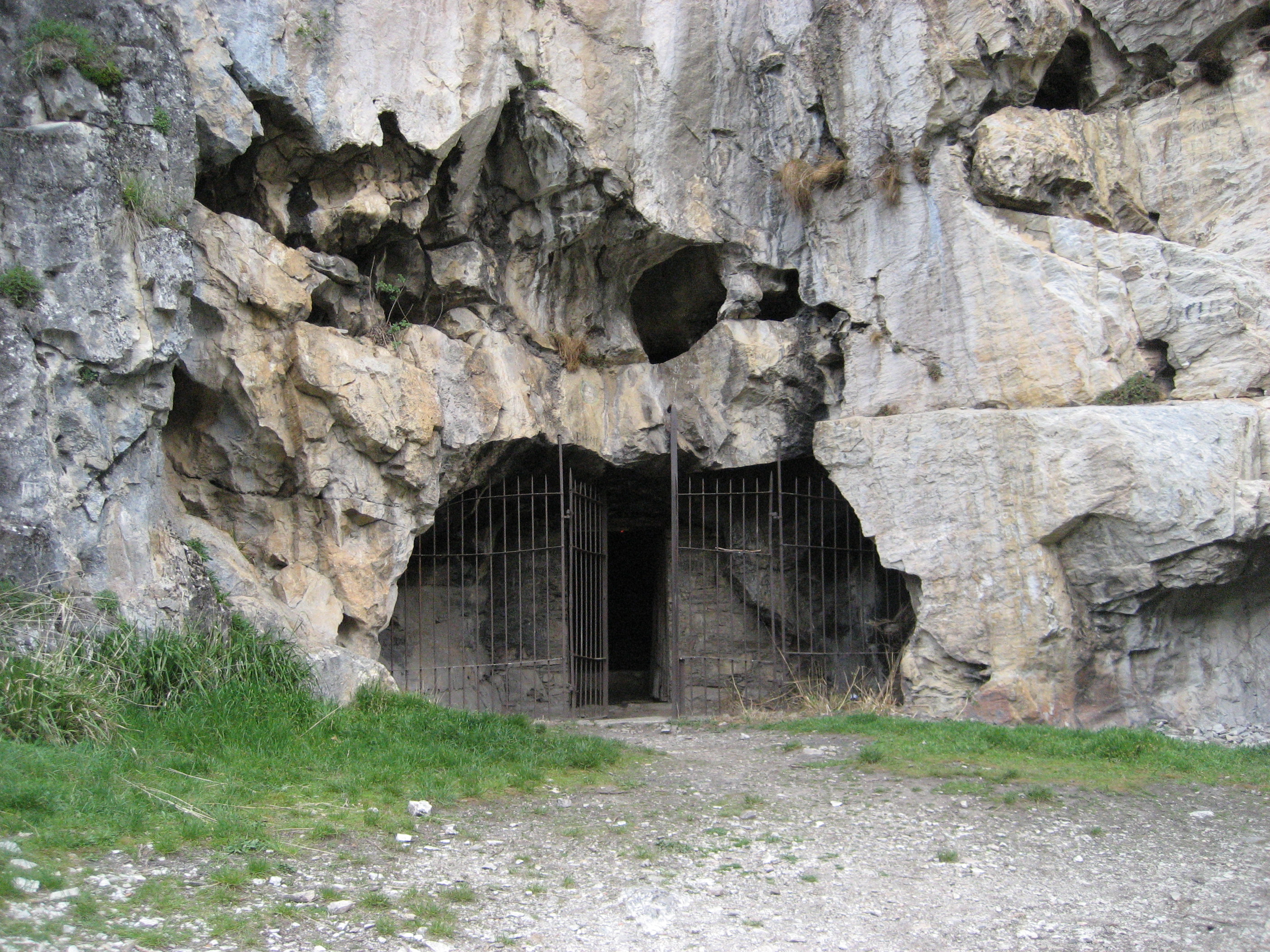
Cova de San Genadio, prop del monestir de Peñalba.
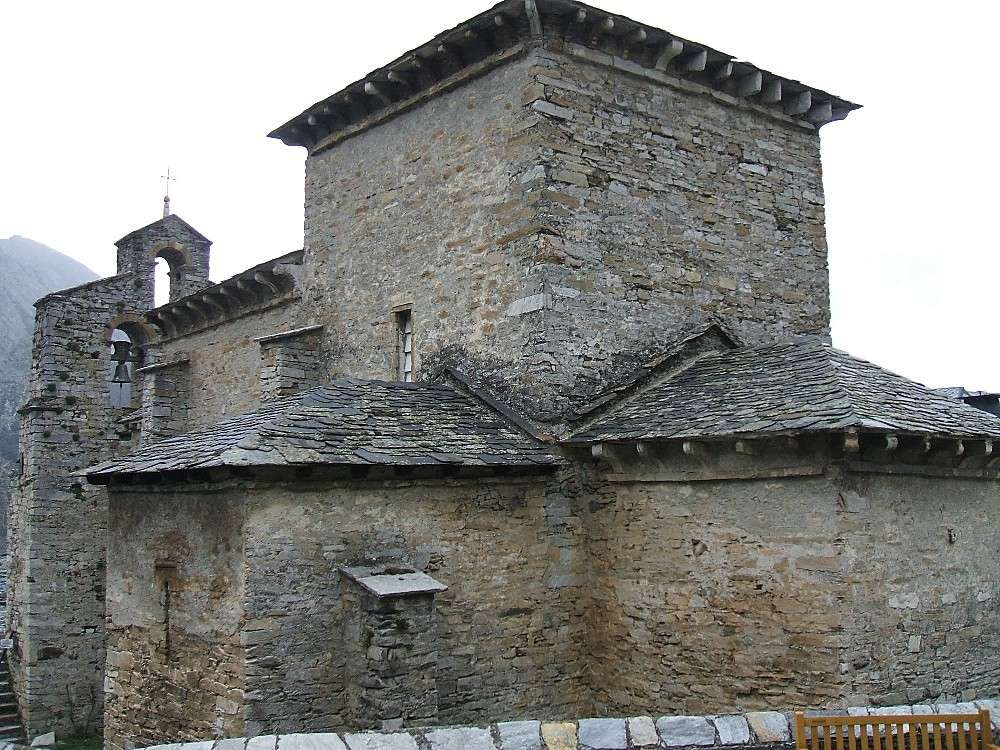
Església de Santiago de Peñalba, lloc d'enterrament del sant

## Veneració
Per la santedat de la seva vida, va ésser enterrat a l'església del monestir de Peñalba; en ésser abandonat el monestir, les relíquies van ésser traslladades (llevat d'una relíquia) i és al convent de dominiques de Villafranca del Bierzo. La comunitat es traslladà a Valladolid i hi portà les relíquies al nou convent, conegut com a las Lauras. Amb el temps, la relíquia del cap va ésser cedida, a petició de la diòcesi, a la catedral d'Astorga, on és avui.